# HSPB9
HSPB9 (англ. Heat shock protein family B (small) member 9) – білок, який кодується однойменним геном, розташованим у людей на 17-й хромосомі. Довжина поліпептидного ланцюга білка становить 159 амінокислот, а молекулярна маса — 17 486.
| 10         |  | 20         |  | 30         |  | 40         |  | 50         |
| ---------- |  | ---------- |  | ---------- |  | ---------- |  | ---------- |
| MQRVGNTFSN |  | ESRVASRCPS |  | VGLAERNRVA |  | TMPVRLLRDS |  | PAAQEDNDHA |
| RDGFQMKLDA |  | HGFAPEELVV |  | QVDGQWLMVT |  | GQQQLDVRDP |  | ERVSYRMSQK |
| VHRKMLPSNL |  | SPTAMTCCLT |  | PSGQLWVRGQ |  | CVALALPEAQ |  | TGPSPRLGSL |
| GSKASNLTR  |  |            |  |            |  |            |  |            |

A: Аланін

C: Цистеїн

D: Аспарагінова кислота

E: Глутамінова кислота

F: Фенілаланін

G: Гліцин

H: Гістидин

K: Лізин

L: Лейцин

M: Метіонін

N: Аспарагін

P: Пролін

Q: Глутамін

R: Аргінін

S: Серин

T: Треонін

V: Валін

W: Триптофан

Задіяний у такому біологічному процесі, як відповідь на стрес. 
Локалізований у цитоплазмі, ядрі.